# Galasso I Pio
Galasso I Pio (... – Carpi, 13 marzo 1367) è stato un condottiero italiano, secondo signore di Carpi.
Era figlio di Manfredo I Pio e di Fiandrina De' Bocchi. Uomo d'armi combatté nel 1354 per i Visconti e successivamente fu al loro servizio, schierandosi a difesa di Modena contro gli Estensi che, per punizione, devastarono il suo feudo di Carpi.

## Biografia

### Scorrerie del 1357
Bernabò Visconti voleva vendicarsi dei nobili di Sassuolo che con l'inganno gli avevano sottratto il casello di Fiorano Modenese e quindi inviarono Galasso I Pio nell'anno 1357 con duemila barbute e molti fanti per danneggiare sia i nobili Della Rosa che gli estensi, suoi nemici.
Fu così che il 1º giugno partendo da Marzaglia, Galasso, guidò il suo esercito distruggendo tutto quello che incontrò sulla sua strada. Il 6 giugno giunse a Sassuolo e lì il suo esercito falciò e calpestò tutto il grano ed il frumento in procinto di maturazione; le piante furono abbattute e le viti tagliate; le persone che non erano riuscite a fuggire od a nascondersi furono seviziate o fatte morire di stenti. Questa devastazione durò per dieci giorni terminati i quali Galasso si rese conto che non vi era più nulla da distruggere e condusse quindi il suo esercito a Fiorano dove continuò con il medesimo metodo a partire dal 17 giugno. Vi erano allora tre castelli fortificati: uno a Fiorano, uno a Spezzano ed uno a Montegibbio che non furono nemmeno toccati per evitare lunghi e difficili assedi visto che l'obiettivo era di arrecare il maggior danno possibile ai nemici di Bernabò. Infatti, una volta terminata la devastazione, Galasso ed il suo esercito se ne tornarono a casa.

## Discendenza
Galasso sposò Beatrice da Correggio quando restò vedova di Alboino della Scala e dalla quale ebbe sette figli:
- Jacopo, podestà di Milano
- Taddeo, religioso
- Ludovico
- Orsolina, sposò in seconde nozze Giberto IV da Correggio
- Giberto, suo successore
- Marsiglio, podestà di Bergamo
- Antonio